# Ginástica acrobática nos Jogos Mundiais de 2009 - Resultados femininos
Os resultados femininos da ginástica acrobática nos Jogos Mundiais de 2009 somaram seis medalhas nas duas provas disputada entre as nações participantes.

## Medalhistas
| Ouro                                                                  | Prata                                                         | Bronze                                                      |
| Tastana de Vos Florence Henrist BEL Bélgica                           | Ayla Ammadova Dilara Sultanova AZE Azerbaijão                 | Mollie Grehan Maiken Thorne GBR Grã-Bretanha                |
| Ekaterina Loginova Aygul Shaykhudinova Ekaterina Stroynova RUS Rússia | Rebecca Richardson Candice Slater Beth Young GBR Grã-Bretanha | Kateryna Kalyta Yuliya Odintsova Natalia Vinnik UKR Ucrânia |

## Resultados

### Pares
Final
| Pos.              | País         | Ginastas                         | Pontos |
| ----------------- | ------------ | -------------------------------- | ------ |
| Medalha de ouro   | Bélgica      | Tastana de Vos Florence Henrist  | 28,612 |
| Medalha de prata  | Azerbaijão   | Ayla Ammadova Dilara Sultanova   | 28,602 |
| Medalha de bronze | Reino Unido  | Mollie Grehan Maiken Thorne      | 28,453 |
| 4                 | Bielorrússia | Katsiaryna Murashko Alina Yushko | 27,650 |

### Equipes
Final
| Pos.              | País        | Ginastas                                                   | Pontos |
| ----------------- | ----------- | ---------------------------------------------------------- | ------ |
| Medalha de ouro   | Rússia      | Ekaterina Loginova Aygul Shaykhudinova Ekaterina Stroynova | 28,901 |
| Medalha de prata  | Reino Unido | Rebecca Richardson Candice Slater Beth Young               | 28,401 |
| Medalha de bronze | Ucrânia     | Kateryna Kalyta Yuliya Odintsova Natalia Vinnik            | 28,330 |
| 4                 | Bélgica     | Maaike Croket Corinne van Hombeeck Eloise Vanstaen         | 27,950 |